# Асте (Горњи Пиринеји)
Асте (фр. Asté) насеље је и општина у јужној Француској у региону Миди Пирене, у департману Горњи Пиринеји која припада префектури Бањер де Бигор.
По подацима из 2011. године у општини је живело 536 становника, а густина насељености је износила 20,1 становника/km². Општина се простире на површини од 26,67 km². Налази се на средњој надморској висини од 600 метара (максималној 1.804 m, а минималној 578 m).

## Демографија
| 1962. | 1968. | 1975. | 1982. | 1990. | 1999. | 2011. |
| ----- | ----- | ----- | ----- | ----- | ----- | ----- |
| 522   | 563   | 513   | 504   | 456   | 484   | 536   |

График промене броја становника у току последњих година